# 知识分子行动
知识分子行动（德語：Intelligenzaktion）是第二次世界大战初期，纳粹德国对波兰知识分子（教师、牧师、医生和其他波兰社会杰出成员）实施的一系列大规模谋杀。德国人按计划展开行动，将被占领的波兰西部地区德国化，然后将其领土并入德国。对波兰知识分子的大规模屠杀导致10万波兰人遇害；通过强迫失踪，德国人监禁并杀害了战前被视为德国敌人的波兰社会精英，并将其埋在在偏远地区挖掘的乱葬坑中。